# Libavský vrch
Libavský vrch je kopec s nadmořskou výškou 580 m, který se nachází východně nad Městem Libavá. Vrchol kopce je před hranicemi vojenského újezdu Libavá v pohoří Nízký Jeseník v okrese Olomouc v Olomouckém kraji. U vrcholu kopce je stožár vysílače. Vrchol kopce je zalesněn a z pod vrcholu je možnost výhledu na Město Libavá a okolní hory. Na Libavský vrch se lze dostat pouze lesními nebo polními cestami. Vrchol kopce je volně přístupný. Pod kopcem se také nacházejí mokřady.

## Další informace

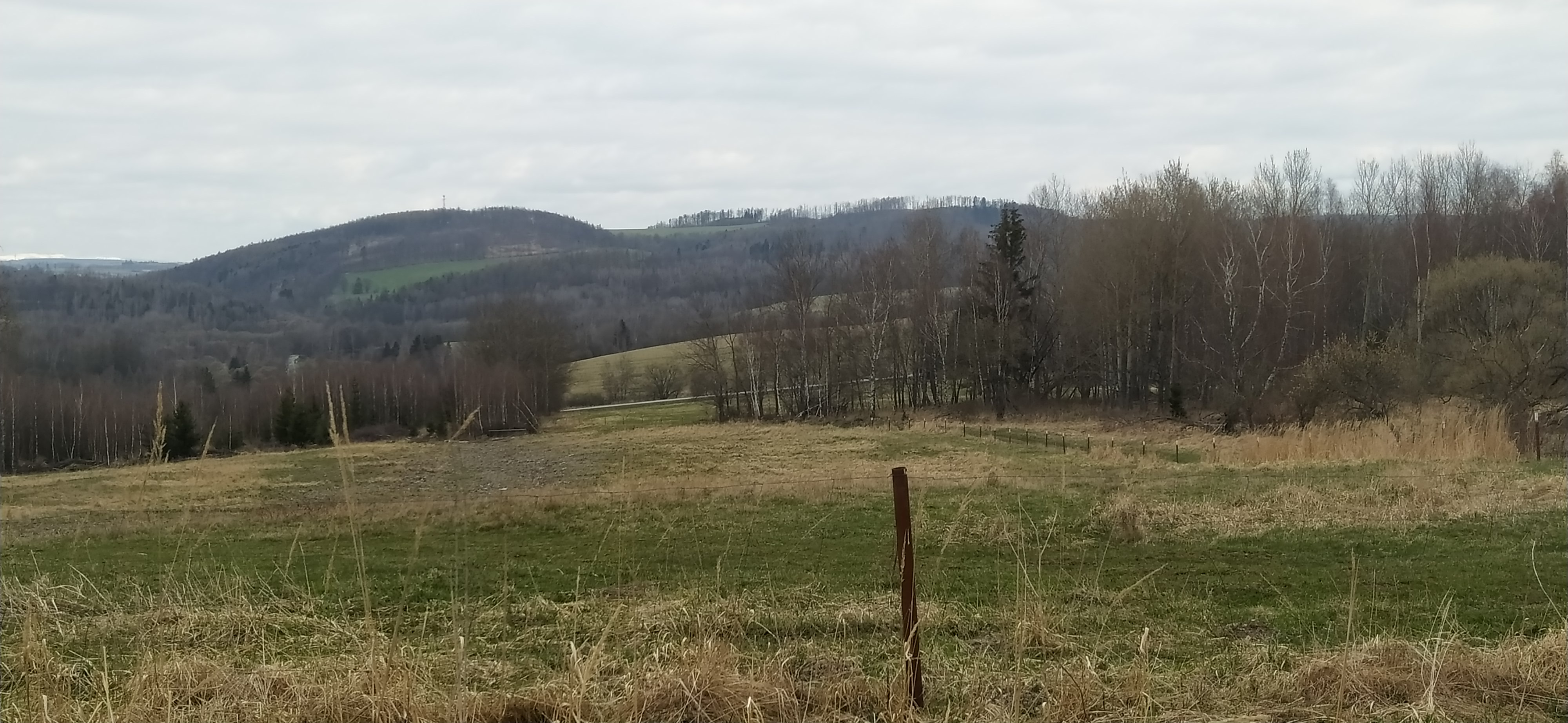
Pohled na Pekelný vrch a Chlum z Libavského vrchu

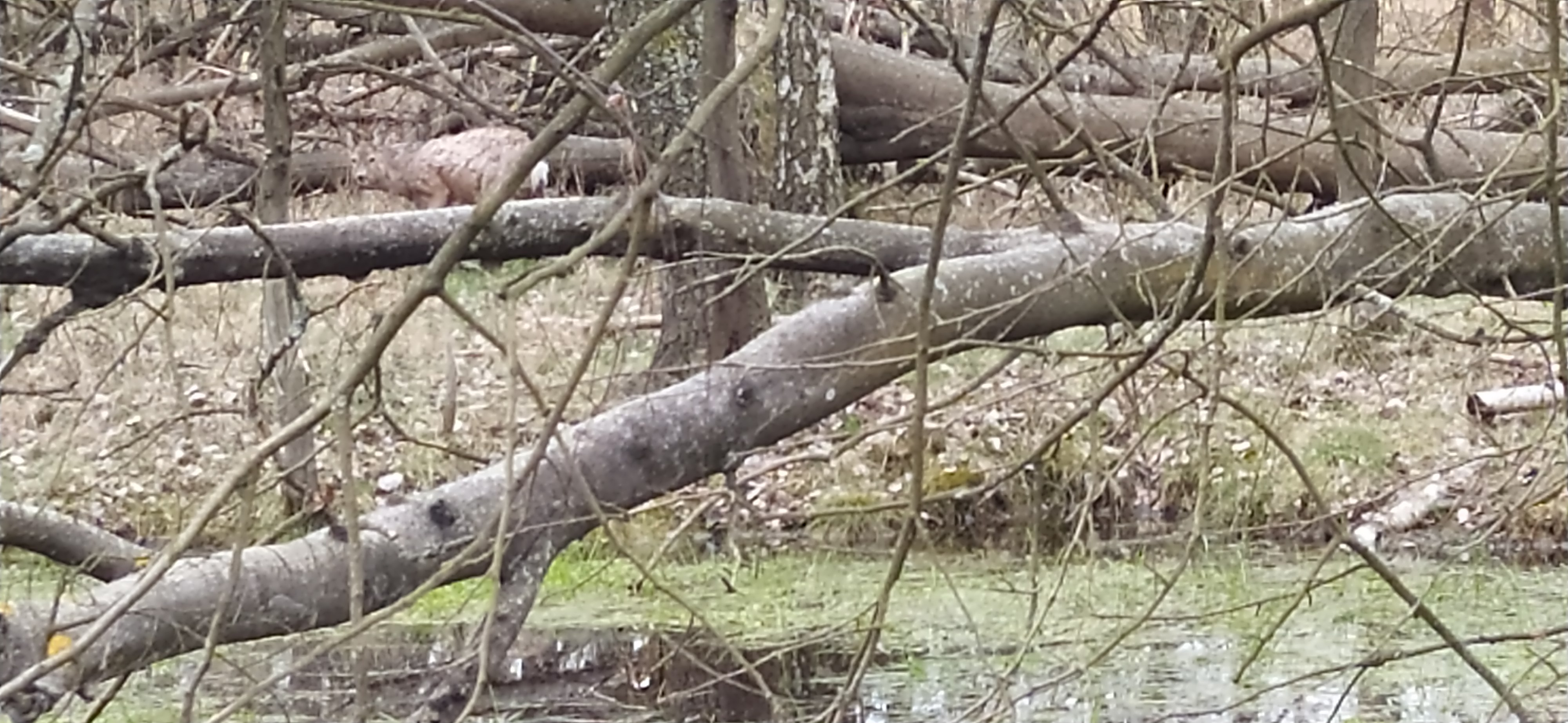
Srnec u mokřadu pod Libavským vrchem

V roce 1988 se začalo se stavbou televizního vysílače.
Přibližně 450 m východně od vrcholu začíná vojenský újezd Libavá, kde se nachází Cvičiště řízení bojových vozidel Libavský vrch. Cvičiště je veřejnosti (mimo vyhrazené dny) nepřístupné.
Poblíž se nachází kopce Zadní Zlatná, Anenský vrch, Chlum, Pekelný vrch aj. Zajímavé památky jsou také ve Městě Libavá a ve Staré Vodě.